# Ланнистеры
Ланнистеры — один из великих домов Вестероса в цикле романов Джорджа Мартина «Песнь Льда и Огня» и сериалах «Игра престолов» и «Дом Дракона». Владели обширными землями на западе континента и считались самым богатым семейством Семи королевств благодаря контролю над золотыми рудниками. Историческим прототипом Ланнистеров отчасти является английская королевская династия Ланкастеры. 

## История династии
Родоначальником Ланнистеров считается шут Ланн Умный, который в древнюю эпоху захватил власть над принадлежавшим роду Кастерли замком Утёс на западном побережье Вестероса. Его потомки установили контроль над большей частью Западных земель и основали у подножия Утёса Ланниспорт, ставший вторым по величине городом на континенте. Лорд Лореон Ланнистер принял титул Короля Скалы. Благодаря контролю над золотыми рудниками Ланнистеры стали самым богатым домом Вестероса. Они воевали за власть с правителями Простора и Трезубца, успешно отражали набеги жителей Железных островов. Тибольт Ланнистер сдержал первый натиск пришедших с территории Эссоса воинственных андалов, а позже его потомки начали заключать союзы с андальскими лордами. Когда в Вестеросе высадились Таргариены, король Запада Лорен выступил против них совместно с властителем Простора Мерном Гарденером, но потерпел поражение в битве на Пламенном поле, после чего подчинился победителю. С этого момента Ланнистеры были не королями, а только верховными лордами Западных земель.
При короле Мейегоре Жестоком лорд Лиман Ланнистер предоставил защиту его племяннику Эйегону. Тайленд Ланнистер был мастером над монетой при Эйегоне II во время Пляски Драконов. Когда поднял мятеж Дейемон Блэкфайр, лорд Запада Дамон Ланнистер потерпел поражение от повстанцев, а позднее Ланнистерам пришлось защищать свои владения от набегов Дагона Грейджоя. Положение Ланнистеров  ухудшилось при Титосе Ланнистере, вошедшем в историю как Беззубый Лев. Однако сын Титоса Тайвин, друг принца Эйериса Таргариена, сумел исправить ситуацию и жестоко подавил восстание вассальных родов Рейнов и Тарбеков.
Когда Эйерис стал королём, он назначил Тайвина своим десницей. Именно Тайвин Ланнистер впоследствии утопил в крови восстание Дарклинов в Сумеречном Доле. Однако король отказался женить своего сына Рейегара на дочери Тайвина Серсее, из-за чего произошла ссора.
Во время восстания правителя Штормовых Земель Роберта Баратеона и лорда Винтерфелла Эддарда Старка Тайвин долго не примыкал ни к одной из сторон. Когда стало очевидно, что мятежники побеждают, он с армией Запада занял столицу, причём Джейме собственноручно убил Безумного Короля. Свою дочь Серсею Тайвин выдал за Роберта, ставшего новым королём. Серсея родила в браке трёх детей, биологическим отцом которых, однако, являлся её брат Джейме. Таким образом, следующие короли, Джоффри и Томмен, по крови оказались Ланнистерами.	
Гибель Роберта Баратеона на охоте явно была делом рук Ланнистеров. Чтобы не допустить чрезмерного усиления этого дома, подняли мятеж братья погибшего Станнис и Ренли, а также Робб Старк; так началась Война Пяти Королей. В борьбе за власть погибли Джоффри и Тайвин, а младший сын последнего Тирион стал изгнанником. Позже, согласно сериалу, Томмен покончил с собой, а Джейме и Серсея погибли при взятии Королевской Гавани Дейенерис Таргариен. Тирион стал десницей при новом короле и главой рода. Действие пятой (последней из законченных на 2021 год) книги Мартина заканчивается, когда Серсея и Джейме живы, а Вестеросом всё ещё правит Томмен.

## Герб и девиз
На гербе Ланнистеров изображён лев, из-за чего представители этого дома часто именуют себя «львами» или «львицами». Девиз рода — «Услышь мой рёв!». При этом более известно другое изречение, ставшее неофициальным девизом и часто повторяющееся на страницах книг и в сериале: «Ланнистеры всегда платят свои долги».

## Генеалогия
- Дамон Ланнистер, верховный лорд Западных земель, женат на Серисе Бракс;
  - Тибольт, верховный лорд Западных земель, женат на Теоре Киндалл;
    - Сирелла;

  - Герольд, верховный лорд Западных земель, женат на Алисанне Фарман и на Роанне Веббер;
    - Тайвальд, верховный лорд Западных земель,;
    - Тион, верховный лорд Западных земель, женат на Эллин Рейн;
    - Титос, верховный лорд Западных земель, женат на Джейн Мабранд;
      - Тайвин, верховный лорд Западных земель, женат на Джоанне Ланнистер;
        - Джейме по прозвищу Цареубийца, рыцарь Королевской гвардии;
        - Серсея, жена короля Роберта Баратеона, в сериале «Игра престолов» правящая королева после гибели своего сына Томмена;
        - Тирион, карлик. В финале сериала «Игра престолов» стал главой рода;

      - Киван, лорд-регент при своём внучатом племяннике короле Томмене, женат на Дорне Свифт;
        - Лансель, член Ордена Воинов, женат на Амарее Фрей;
        - Виллем;
        - Мартин;
        - Жанея;

      - Дженна, жена Эммона Фрея;
      - Тиггетт, женат на Марлессе Дарбранд;
        - Тирек, женат на Эрмесанде Хейфорд;

      - Герион;

    - Джейсон, женат на Марле Престер;
      - Джоанна, жена Тайвина Ланнистера;
      - Стаффорд, женат на Миранде Леффорд;
        - Давен;
        - Сиренна;
        - Мириэль.

## В культуре
Мартин сам признавался, что черпал материал для своих романов в том числе из истории средневековой Европы. Отчасти прообразом Войны Пяти Королей стали Войны Алой и Белой розы, а прообразом Ланнистеров — Ланкастеры. При этом у Тириона Ланнистера есть черты Ричарда III из династии Йорков.
Некоторые представители дома Ланнистеров вошли в число наиболее популярных персонажей сериала «Игра престолов», а их богатство вошло в поговорку. Тем не менее Bloomberg, опубликовавший рейтинг домов Вестероса по финансовому признаку, поставил Ланнистеров только на второе место после Таргариенов: боевые драконы были сочтены наиболее ценным активом. Властители Западных земель иногда упоминаются в политической полемике. Так, Чарльз Дэнс, сыгравший в «Игре престолов» Тайвина, в 2015 году заявил, что премьер-министр Великобритании Дэвид Кэмерон не смог бы быть Ланнистером, так как он недостаточно храбр для этого. Американское издание Mashable во время предвыборной гонки 2016 года рассказало, что к роду Ланнистеров мог бы принадлежать кандидат в президенты от Республиканской партии Дональд Трамп: он платит долги, обладает большой властью, является блондином, а на гербе его онлайн-университета изображён лев.
Австралийский девелопер Гэри Смит дал нескольким новым улицам в городе Джелонг названия из «Игры престолов»; в частности, на карте города должна была появиться Ланнастер-роуд (одну букву Смит специально изменил). Однако Управление по географическим названиям обязало девелопера изменить это название, чтобы избежать нежелательных ассоциаций, и сослалось на инцестуальную связь между Джейме и Серсеей Ланнистерами